# Jungle wa itsumo Hare nochi Guu
Jungle wa itsumo Hale nochi Guu (ジャングルはいつもハレのちグゥ Janguru wa itsumo Hare nochi Gū?) es una serie de animación japonesa basada en un manga publicado en la revista Gekkan Shōnen Gangan.
La serie consta de 26 episodios, además de dos secuelas, de 6 y 7 capítulos respectivamente:
- Jungle wa itsumo Hale nochi Guu Deluxe
- Jungle wa Itsumo Hale nochi Guu Final

Esta serie surrealista y cómica, en ocasiones seria, se centra en la vida de Hale, un niño de 10 años que vive en la jungla, y en sus desventuras con Guu, una niña que aparece de la noche a la mañana y que amenaza con comer a todo el que se ponga en su camino. Dentro de ella hay un mundo lleno de edificios, bichos surrealistas y un chico y una chica a los que se ha comido y viven allí.
Hale se enfrentará a todas las adversidades cuidando de su casa y de su madre y resolviendo todos los problemas en los que Guu le mete.
Al contrario que el manga, que se centra más en los escarceos amorosos de Weda (la madre de Hale), el anime pone énfasis en la relación "especial" entre Hale y Guu.
El título "Jungle wa itsumo Hale nochi Guu" es difícil de traducir para los no japoneses, ya que los nombres de muchos de los personajes son juegos de palabras. Una traducción aproximada sería "hacía buen tiempo en la jungla... y luego vino Guu", y la expresión sonaría a oídos de un japonés como una predicción del tiempo.

## Argumento
Hale es un niño común y corriente que vive junto a su madre y sus amigos en una pacífica aldea ubicada en una jungla. Una noche cualquiera Weda le ordena a Hale que vaya a buscar plátanos, después de esto es devorado por una misteriosa sombra y pierde el conocimiento, al despertar se convence a sí mismo de que todo fue un sueño. Pero al volver a su casa se entera de que su madre ha decidido acoger en su hogar a una pequeña niña de piel blanca y cabello rosado llamada Guu. A partir de ese día la vida de Hale cambia dramáticamente, porque al día siguiente Guu no es la misma niña amable y simpática de la noche anterior, ahora tiene una extraña expresión en su cara y se ha convertido en una cruel y cínica bromista cuya idea de diversión consiste en hacer miserable la vida de Hale. 
Hale se siente con la obligación de mantener el orden en su aldea, esto se debe a que es la única persona de la aldea que se da cuenta de la extraña naturaleza de Guu, y por lo tanto, es la única persona que relaciona los últimos acontecimientos (que son insólitos) con Guu, que a la vista de todos sigue siendo la tierna, amable e inocente niña que Hale conoció el primer día.

### Jungle wa itsumo Hale nochi Guu Deluxe
Hale, Guu y Weda han vuelto a la selva después de su viaje a la ciudad y todo sigue como siempre... excepto que el profesor ya no es Reiji-sensei, él fue reemplazado por una joven atractiva llamada Yumi-sensei, el problema es que al contrario de lo que su apariencia sugiere Yumi-sensei tiene muy mal temperamento y parece estar enamorada de Hare.
Weda se entera de que está embarazada y dada la situación el Dr. Clive le pide matrimonio, obviamente Hale se opone pero a la larga se hace a la idea; cuando Asio, Bell y Roberto se enteran, hacen una especie de torneo en el cual deben competir con el Dr. Clive por el amor de Weda, al final Weda se casa con Clive y da a luz a Ame después de un embarazo problemático (porque tuvo que dejar de tomar alcohol por un tiempo).

### Jungle wa itsumo Hale nochi Guu Final
Weda, Guu y Hare vuelven a la ciudad donde Hale asiste al colegio y conoce a una niña muy amable llamada Rita. En esta OVA conocemos un poco más sobre el pasado de Clive y su relación con Hale mejora un poco. Dama hace una última aparición...pero esta vez será como una rubia con una misión que cumplir en la aldea. aunque su final es inconcluso ya que al terminar el capítulo weda decide ir a la ciudad a vengarse de sus hermanos

## Personajes
- Guu (グゥ)

(seiyū: Naoko Watanabe)
El estómago de Guu es un mundo lleno de edificios, gatos de cien patas, y una amable pareja que han estado atrapados ahí por mucho tiempo. Aparte de Hale ningún otro personaje de la serie parece estar consciente de lo extraña que es Guu. Solo Hare se da cuenta de los extraños eventos que ocurren son por culpa de ella (exceptuando a Hale, todos los que son comidos por Guu y escupidos creen que estaban "soñando"). Hay muchas cosas extrañas que Guu puede hacer: puede estirar su cuerpo, tiene fuerza sobrehumana, puede respirar debajo del agua, puede hacer que la gente intercambie sus cuerpos, puede leer mentes, puede cambiar su cara (de una cara adorable a una muy extraña, que es aparentemente su cara normal), y también se puede transformar en una versión mayor de ella misma. Guu es muy leal a Hale aunque al mismo tiempo lo molesta y lo provoca. Todo esto y más hacen de Guu un misterio, ya que de ella no se sabe ni las cosas más básicas (qué es o de dónde viene). 
- Hale (ハレ)

(seiyū: Rikako Aikawa)
Es un chico que suele ser paciente y sociable pero que generalmente se ve afectado por la costumbre de Guu de causar caos, por lo que es propenso a tener ataques de ansiedad y rabietas cada vez que Guu hace algo fuera de lo normal (que es casi siempre). Esto a veces es acompañado por un repentino aguacero. Hare suele ser el blanco de las constantes burlas y provocaciones de Guu, además es utilizado por su madre para hacer las tareas del hogar.
- Weda (ウェダ)

(seiyū: Kaoru Morota)
Weda es la madre de Hare, es muy despreocupada, floja y suele tomar bastante alcohol, es por esto que Hare tiene que cuidar de ella. A los 15 años su padre la echó de su casa estando embarazada (y seguramente por esa razón) y se fue a vivir a la jungla, donde crio a Hare ella sola. A veces parece que el adulto en la casa fuera su hijo y no ella, ya que él es el responsable de todas las tareas domésticas y el que tiene que preocuparse por todo. Weda fue la que se ofreció a tener a Guu en su casa. Desde que la echaron de su casa guardaba rencor hacia su madre pero después con ayuda de Hare les fue posible limar asperezas. Es una de las mejores cazadoras de la aldea.
- Dr. Clive (クライヴ)

(seiyū: Mitsuaki Madono)
Es el médico de la escuela. Clive es un mujeriego, por esta razón es muy apático y grosero con todos en la jungla, a menos que sean mujeres, con las que es otra persona completamente diferente, es decir, amable y simpático. Llegó desde la ciudad un poco después de que la serie comenzara, y tuvo una "relación" con Weda cuando ella tenía 14 años de la que, según Weda, Hare es fruto.. Suele discutir con Hare (y Weda suele ser el centro de estas discusiones). Tuvo una niñez muy triste, no tuvo padre y su madre lo trataba mal desde muy temprana edad.
- Ame

Es el hermanito menor de Hare, nace en Hare nochi Guu Deluxe y como Hare temía, el cuidado de Ame depende casi únicamente de él (aunque a veces las personas que viven dentro de Guu le ayudan). Es raptado por la versión mayor de Guu (cuya voluntad es independiente de la Guu original) pero era porque quería que Tomoyo, Seiichi y Yamada fueran felices. Él es la razón por la que Hare y el Dr. Clive mejoran su relación padre-hijo, ya que estaban preocupados de que Ame se viera afectado negativamente por sus constantes peleas. 
- Marii (マリィ)

(seiyū: Yuki Matsuoka)
Una compañera de clases del colegio donde Hare y Guu asisten. Es una niña bastante dramática y que le fascina coser y hacer vestidos. Marie está muy apegada a Hare y siente un cariño especial por Weda debido a que ella no tuvo una madre y se imagina al Dr. Clive (su figura paterna) como parte de esa "familia".
- Reiji-sensei/Lazy-Sensei (レジィ)

(seiyū: Kazuhiko Inoue)
Reiji es el maestro de todos los estudiantes de la escuela. Le gusta quedarse despierto en las noches para ver anime y por esta razón siempre se queda dormido en el día. Como la escuela no tiene casi estudiantes, todos están en la clase de Reiji, pero debido a que Reiji se la pasa durmiendo, sus estudiantes no aprenden mucho.
- Chourou(ボーア)

(seiyū: Tesshō Genda)
Chorou es un hombre anciano con abundante vello en el pecho, cosa que él percibe como signo de su fuerza y masculinidad, y que siempre le está siendo robado por Guu. Debido a que es el anciano de la aldea, es el que lidera las cazas de pokutes y tiene muchas recetas culinarias en las que usa a los pokutes como ingredientes, según él esta es la razón por la cual tiene tanto pelo en el pecho. Llega un momento en que el vello crece tanto que lo tapa completamente y solo se le ve la cabeza.
- Toposte (トポステ)

(seiyū: Konomi Maeda)
Toposte es el nieto de Chourou y así como él, no usa camisa. Inicialmente no tiene vello en el pecho como su abuelo, pero sus temores se hacen realidad cuando también le empieza aparecer vello, aunque lo oculta. También es un estudiante de la escuela.
- Wiggle (ウイグル)

(seiyū: Tetsuya Iwanaga)
Uno de los estudiantes mayores de la escuela. Está locamente enamorado de Weda, pero nunca puede probar su amor, lo que usualmente resulta en un intento de colgarse. Cuando se entera de que Weda y Clive se iban a casar tuvo una crisis pero después se le pasó porque según él Weda era más atractiva como una mujer casada.
- Gupta (グプタ)

(seiyū: Souichiro Hoshi) 
Otro de los estudiantes mayores de la escuela. Es bastante impulsivo y el Dr. Clive le cae bastante mal, por la manera en que este trata a los hombres. Odia las historias de terror y le tiene mucho miedo a Dama (como no se atrevía a cortarse el cabello con ella se lo dejó crecer mucho).
- Waji (ワジ)

(seiyū: Daisuke Kishio) 
Un estudiante que siempre se ríe cuando habla y trata de que Guu haga lo mismo, obteniendo resultados cuestionables.
- Lavenna (ラヴェンナ)

(seiyū: Yuri Shiratori)
Es la mayor estudiante (de las mujeres) en la escuela. Es un poco cabeza hueca y poco segura de sí misma.
- Dama

(seiyū: Chie Koujiro)
Es una anciana (y la peluquera de la aldea) que acosa constantemente a Clive porque su cabello blanco le recuerda a su difunto esposo (aunque en todo lo demás son completamente diferentes), el "problema" se soluciona después de que Clive se pinta el cabello de negro. Se vuelve a casar con el hombre que tomó como rehenes a Weda, Hare y Guu en un asalto a un banco pero Hare nochi Guu Final, Dama explica que le fue infiel a su marido con un hombre que resultó ser un asesino que utilizaba a las mujeres para que hicieran su trabajo sucio, fue a este hombre a quien los hermanos de Weda le encargaron asesinarla y a su vez él se lo encargó a Dama, pero cuando fue a cumplir su misión, Robert le hizo recapacitar. Durante todo ese tiempo se imaginaba a ella misma como una rubia sexy y al parecer esa era la imagen que los demás veían. 
- Adi y Chet

(seiyū: Adi: Emi Uwagawa Chet: Takahiro Yoshimizu)
Una pareja de enamorados que vive juntos, son extremadamente cariñosos. Cuando pelean Adi le cuenta sus "problemas" a Weda, que ya está harta de las peleas constantes, que son exageradas y que al final siempre se resuelven con alguna frase romántica de Chet.
- Asio (アシオ)

(seiyū: Ryōtarō Okiayu)
Es un sirviente en la casa de la familia de Weda, quien piensa en él como un hermano. Sus extraños ojos son su rasgo más prominente y lo hacen el blanco de muchas burlas. Suele ser golpeado por Bell cuando esta tiene arranques de violencia o cuando se pone muy cariñoso con Weda.
- Bell(ベル)

(seiyū: Mari Yooko)
Es otra sirviente, es un poco violenta y se considera a sí misma como la segunda madre de Weda, cada vez que se acuerda de la niñez de Weda le sangra la nariz. La extraña fascinación de Bell por Weda, podría sugerir un enamoramiento. Intenta enseñarle a Hare buenos modales. 
- Robert

(seiyū: Shoutarou Morikubo)
Es el encargado de la seguridad en la casa de la familia de Weda y es su guardaespaldas, es bastante paranoico y por eso siempre está disparando a personas inocentes. Llegó a la ciudad después de haber terminado la universidad, pero estaba desorientado y fue acogido por Bell quien consiguió que trabajara como guardaespaldas en la mansión, por esto Robert la admira mucho y la considera un modelo a seguir. No conocía a Weda y por las descripciones de Bell se la imaginaba refinada y delicada por lo que se decepcionó un poco al conocerla, pero después concluyó (erróneamente) que la forma en que Weda se comporta es una manera de despistar. 
- Seiichi y Tomoyo

(seiyū: Seiichi: Akira Ishida Tomoyo: )
Una pareja muy amable que vive en el estómago de Guu desde hace mucho tiempo, pero que no parece importarles mucho. Cuando necesitan de Hare, Guu se lo traga para que pueda hablar con ellos, además, ayudan a Hare haciendo de niñera cuando este no puede cuidar a su hermanito.
- Yamada

(seiyū: Ayumi Furuyama)
Una muchacha de 22 años que termina viviendo en el estómago de Guu junto a Seiichi y a Tomoyo, es bastante dramática y violenta. Después de que su jefe la dejó, se intentó suicidar tirándose al mar (pero con la intención de convertirse en fantasma y acechar a su jefe desde el otro mundo), pero es tragada por Guu. Hare le convence de que su vida es importante y le devuelve las ganas de vivir.
- Yumi-sensei

(seiyū: Junko Minagawa)
Es la profesora que reemplaza a Reiji-Sensei en Deluxe. Es enamoradiza y muy agresiva, además, siempre tiene ataques de ira, no tiene paciencia con los niños y dice que los odia (aunque es profesora). Nunca ha tenido novio (probablemente debido su mal temperamento) y al principio parece gustarle Reiji-sensei pero al ser rechazada se enamora de Hare. Su personalidad es parecida a la de Yamada.
- Rebecca (レベッカ)

(seiyū: Naoko Nakamura)
Es la vecina y compañera de fiesta de Weda, le encanta beber alcohol tanto como a ella. Fue criada por Pokutes. 
- Rita (リ タ)

(seiyū: Naoko Takano)
Es la primera persona que Hare conoce en el colegio de la ciudad y es por quien decide quedarse por un tiempo más. Al principio parece ser una chica amable pero después ella le confiesa a Hare que solo lo hace para quedar bien ante los demás, aun así él insiste en que son amigos, al final, cuando Hare tiene que regresar a la jungla Rita va al aeropuerto a despedirse de él.
- Sharon

Es la madre de Weda. Cuando el padre de Weda la desheredó y la echó de la casa hace 10 años, su madre no fue capaz de oponerse a su marido y defenderla, por esta razón Weda guardaba rencor hacia su madre. Cuando Hare visita la ciudad por primera vez se pierde en el jardín de la mansión y se encuentra con señora que resultó ser nada más y nada menos que su abuela, ella le habla sobre sus hijos y en especial sobre su hija menor que se fue hace muchos años y con la que ha perdido contacto (Weda), Hare deduce la identidad de la señora pero aun así no le dice nada, antes de devolverse a la jungla Hare habla con su abuela y con Weda y luego de esto ellas se reconcilian. Sharon vuelve a vivir en la mansión principal después de esto.
- Los hermanos de Weda

Weda le había mencionado a Hare que tenía hermanos y la madre de Weda también había dicho que tenía tres hijos de los cuales los dos mayores se habían casado, pero no hicieron su aparición hasta Hare nochi Guu Final. Se sabe muy poco sobre ellos, al parecer el hombre es el mayor de los dos. La hermana y el hermano de Weda contratan a un asesino para matarla cuando se enteran de que el testamento de su padre nombra a Weda como la única heredera de toda su fortuna. 
- Pokute (ポクテ)

Son criaturas abundantes en la jungla y a veces se los ve en las casas de las personas. Los pokute supuestamente fueron enviados desde el cielo como protectores, pero aun así son usados como fuente de alimento por los aldeanos.
- Manda

Son una especie de animales-planta rellenos de mermelada, también son comidos por los aldeanos.Como se ve en el capítulo 4 de JWI Hale nochi Guu final, se tienen que coger antes de que estén muy maduros ya que entonces explotan.

## Música
La música de la serie estuvo a cargo de Akifumi Tada.
Jungle wa itsumo Hare nochi Guu
Opening:
- LOVE☆トロピカ～ナ (Love Tropicana) por Sister MAYO

Ending:
- おはし(O-hashi) por 0930

Jungle wa itsumo Hare nochi Guu Deluxe
Opening:
- LOVE☆トロピカ～ナ デラックス (Love Tropicana Deluxe) por Sister MAYO

Ending:
- ファンファン&シャウト (Fun fun and shout) por Sister MAYO

Jungle wa itsumo Hare nochi Guu Final
Opening:
- LOVE☆トロピカ～ナ ファイナル (Love Tropicana Final) por Sister MAYO con Rikako Aikawa

Ending:
- テルテル坊主 (Teruteru Bouzu) por Rikako Aikawa

## Lista de episodios
Son los nombres en japonés y su traducción aproximada al español (no oficial) y al inglés (oficial).
- illusion1

「はじまり・はじまり」(Principio-principio) (Beginning Beginning)
- illusion2

「お昼寝ぐーぐー」 (Siesta Guu Guu) (Afternoon Nap Guu Guu)
- illusion3

「胸毛でGO!」(!Vamos por el pelo de pecho!) (Go with chest hair)
- illusion4

おはチュー」(Beso de Buenos Días) (Good Morning Kiss)
- illusion5

「保健のせんせい」(El Doctor) (The Doctor)
- illusion6

「ビバノンノン」(Viva Non Non) (Viva Non Non)
- illusion7

「妄想じゃんぐる」(Confusión en la jungla) (Confusion jungle)
- illusion8

「バッテン山田」(Yamada, la que siempre se enfada) (Angry Yamada)
- illusion9

「黒くて大きくて硬くて光ってて臭くて奇妙な声をあげるせーぶつ」
(Un monstruo grande, duro, negro, apestoso, brillante y con voz rara)
(A Black, Big, Hard, Shining, Stinking, Freaky Voiced Monster)
- illusion10

「スキスキおじいさん」(Love Love Ojii-san) (Amor amor Ojii-san)
- illusion11

「略して海ピク」(Playero)(Beachpic)
- illusion12

「お祭りどんどん」(Festival Don Don) (Festival Don Don)
- illusion13

「でっかい箱」(La caja grande) (Big Box)
- illusion14

「ブー!」(Boo!) (¡Buu!)
- illusion15

「ポクテ伝説」(La leyenda de los Pokutes) (The Pokute Legend)
- illusion16

「そい寝」(Durmiendo juntos) (Sleeping together)
- illusion17

「ウェンディ17才」(Wendy, de 17 años) (Wendy, 17 Years Old)
- illusion18

「スキスキおじいさんデラックス」(Te quiero, te quiero abuelo Deluxe) (Love Love Ojii-san Deluxe)
- illusion19

「しゃらんら」(Shalanla) 
- illusion20

「まっちろ」(Macchiro)
- illusion21

「エアポート21～和食と洋食～」(Comida japonesa y comida europea)(Japanase food and European food)
- illusion22

「ロバさん」(Roba-san)
- illusion23

「パチモン」(Pachimon)
- illusion24

「ご休憩」(Unas vacaciones) (A Holiday)
- illusion25

「恐怖!人情鬼ごっこ」(¡Miedo! El Onigokko humanitario) (Fear! Humanitarian Onigokko!)
- illusion26

「おしまい・おしまい」(Final final) (Ending! Ending!)

### Deluxe
- 1

illusion I
「新キャラ ♥」(Un nuevo personaje) (New Character♥)
illusion II 
「人妻もデラックス」(El matrimonio también es deluxe)(Housewives Are Also Deluxe) 
- 2

illusion III 
「ちょっと待って マリィたん」(Espera un segundo Mari-tan)(Wait a Second Mari-tan)
illusion IV 
「第二回」(El segundo asalto)(The Second Round)
- 3

illusion V 
「黒くて硬くててらてら光ってて暗くて狭くて湿ったところが好きなわりに速いせーぶつ」(Una especie negra, brillante, pequeña, oscura que le gusta los lugares húmedos y son muy rápidos) (A Black, Hard, Shiny, Dark, Small, Wet-place Liking...Yet...Surprisingly Fast Species)
illusion VI 
「スキスキおじいさんバーサーカー」(Amor amor Ojii-san berserker) (Love Love Mister Berserker)
- 4

illusion VII 
「トキメキぴよ2マイエンジェル」(Piyo 2- mi ángel)(Heartbeat~piyo My Angel)
illusion VIII 
「胸毛大陸」(El continente del pelo en el pecho)(Chest Hair Continent)
- 5

illusion IX 
「傾向と対策」(La tendencia y el plan de contraataque)(The Trend and the Counter Plan)
illusion X 
「原因と結果」(Causa y efecto)(Cause and Effect)
- 6

illusion XI 
「DOGGIE AND BUNNY（前編）」 (Perrito y conejito (Part 1))(Doggie and Bunny (Part One))
illusion XII 
「DOGGIE AND BUNNY（後編）」 (Perrito y conejito (Part 2))(Doggie and Bunny (Part Two))

### Final
- 1

illusion i 「ごあいさつ」(Saludos) (Greetings)
illusion ii 「リタ」(Rita)
- 2

illusion iii 「学園天国」(Cielo escolar)(School heaven)
illusion iv 「学園地獄」(Infierno escolar)(A school hell)
- 3

illusion v 「ともだち」(Un amigo)(A friend)
illusion vi 「帰ってきたヨッパライ」(La borracha ha vuelto) (A Drunkard Who Came Back)
- 4

illusion vii 「胸毛の黙示録」(El apocalipsis del pelo de pecho) (The Revelation of the Chest Hair)
illusion viii 「てけてけラヴェンナ」(Drip Drip Lavenna)
- 5

illusion ix 「RPGお試し版」(RPG Versión de prueba) (RPG Test Version)
illusion x 「RPG海賊版」(RPG Versión pirata)(RPG Pirate Version)
- 6

illusion xi 「もう恋なんてしない」(No volveré a enamorarme nunca más)(There is no More Love)
illusion xii 「ボクのお父さん」(Mi padre) (My Father)
- 7

illusion xiii 「硝煙は口紅の香り（前編）」(El humo de pólvora tiene aroma a labial(Parte 1)) (Gunpowder has a Rouge Lipstick Fragrance (Part 1))
illusion xiv 「硝煙は口紅の香り（後編）」 (El humo de pólvora tiene aroma a labial(Parte 2))(Gunpowder has a Rouge Lipstick Fragrance(Part 2))